# Abraj Kudai
Abraj Kudai ist ein im Bau befindliches Hotel in Mekka (Saudi-Arabien), das im Jahr 2017 fertiggestellt werden sollte und 10.000 Zimmer sowie 70 Restaurants umfassen wird. Es ist dann mit einer Fläche von 1,4 Millionen Quadratmetern das größte Hotel der Welt.

## Lage
Das Hotel entsteht im Manafia-Distrikt Mekkas, etwa zwei Kilometer südlich der Großen Moschee. Es besitzt eine Privatstraße, die direkt zur wichtigsten Moschee des Islam führt und auch für Fußgänger angelegt ist. Das Areal ist sowohl von Osten als auch von Westen her über die Hauptstraße erreichbar.

## Außengestaltung
Die Grundfläche des Gesamtprojekts beträgt 64.000 Quadratmeter. Gebaut werden zwölf Türme, die unterschiedliche Höhen aufweisen sollen. Zehn der Türme bilden einen Außenkranz und sind je 180 Meter hoch, wobei die Anzahl der Etagen bei acht Türmen 30 beträgt, bei zwei Türmen hingegen 35. Die Hotelzimmer dieser zehn Türme sollen zur 4-Sterne-Kategorie gehören. Zentral sind zwei weitere Türme eingefügt, die 48 Etagen besitzen und 230 Meter hoch werden. Sie sollen zur 5-Sterne-Kategorie gehören und fünf obere Etagen exklusiv für die saudische Herrscherfamilie reserviert sein. Diese Türme krönt und verbindet eine gemeinsame Kuppel. Die Außentürme weisen in den Erdgeschossen je ähnliche Blockbauweise auf, sind aber in ihren Obergeschossen vielgestaltig. Auf zwei der runden und zwei der rechteckigen Türme befinden sich Hubschrauberlandeplätze. Es soll eine eigene Busstation und eine eigene Privatstraße zur Großen Moschee geben.

## Inneres und Nutzung
Für die Hotelnutzung sind allein 70 Restaurants eingeplant, um die gewaltige Anzahl der möglichen Gäste zu bewältigen. Zudem soll das Hotel eine Shopping-Mall, Parkmöglichkeiten und Food Courts enthalten. In der Kuppel, die zu den weltweit größten zählen wird, befinden sich ein Ballsaal sowie Konferenzräume. Geplant ist, neben der Hotelnutzung auch dauerhaftes Wohnen zu ermöglichen.

## Kritik
Aufgrund der enormen Dimensionen sowie der anderen Großprojekte in Mekka, insbesondere der Abraj Al Bait Towers und des Jabal Omer Komplexes, der aus bis zu 37 Hochhäusern bestehen soll, haben sich zwei wesentliche Kritikpunkte an der Architektur gebildet. Zum einen wirft Irfan Al-Alawi, Direktor der Islamic Heritage Foundation, der saudischen Herrscherfamilie vor, Mekka-hattan zu errichten, also den ehrwürdigen, spirituellen Platz in eine moderne Großstadt zu verwandeln, wofür man die Gebäude abreiße, die das alte Aussehen der Stadt prägten. Zum anderen hat der britisch-pakistanische Journalist Ziauddin Sardar davon gesprochen, dass Mekka zu einer Art Disneyland verkomme, kritisiert also die Kommerzialisierung Mekkas durch den Bau von Luxushotels, was auch Al-Alawi und andere anklingen lassen, indem sie es mit Las Vegas vergleichen. Dabei wurde auch Kritik laut, dass sich Mekka bald nur noch Reiche leisten könnten.

## Aktueller Stand
Nach dem Einsturz des Kranes nahe der al-Harām-Moschee in Mekka während eines Sturmes am 11. September 2015, der 107 Tote sowie hunderte Verletzte forderte, wurde die Saudi-Binladin-Gruppe, die Hauptauftragnehmer ist, mit Strafen belegt. Neben dem Ausschluss von neuen Bauprojekten wurde auch den aktuellen Bauprojekten, darunter dem Jeddah Tower und dem Abraj Kudai ein Baustopp verordnet. Die Firma musste daraufhin tausende Arbeiter entlassen, um einen finanziellen Kollaps zu verhindern. Zudem erschwerten die fallenden Ölpreise die Weiterfinanzierung des Projektes. Die geplante Eröffnung im Jahr 2017 wurde daraufhin auf 2018 verschoben. Im Jahr 2017 wurde der Weiterbau angekündigt, doch auf ein Eröffnungsdatum verzichtet und lediglich geschätzt, dass die Bauarbeiten noch mehr als zwei Jahre dauern werden, so dass die Fertigstellung frühestens Ende 2019, wahrscheinlicher aber erst im Jahr 2020 zu erwarten ist. Da es auch Anfang 2022 keinerlei Hinweise auf größere Baufortschritte bei den Arbeiten gibt, ist nicht zu erwarten, dass das Hotel in diesem Jahr eröffnet werden wird. Im November 2019 hieß es, das Hotel sei kurz vor der Fertigstellung. Im April 2020 wurde die Eröffnung auf „die ersten Monate von 2021“ verschoben. Aktuell ist eine Eröffnung im Jahr 2023 noch nicht absehbar.